# Baishui
Baishui (en chino, 白水; pinyin, Báishuǐ) es un condado bajo la administración directa de la Prefectura Weinan en la Provincia de Shaanxi, República Popular China. Su área es de 983 km² y su población total en 2010 superó los 270 mil habitantes.

## Administración
Desde julio de 2020, el  Condado Baishui se divide en 8 pueblos que se administran en 1 subdistrito y 7  poblados.

## Toponimia
El topónimo Baishui [/Bái-Shuéi/] apareció en el 350 aC y significa 'agua blanca', lleva el nombre del río Baishui que baña la región.